# Saint-Étienne-des-Sorts
Saint-Étienne-des-Sorts ist eine französische Gemeinde mit 537 Einwohnern (Stand 1. Januar 2022) im Département Gard in der Region Okzitanien. Sie gehört zum Arrondissement Nîmes und zum Kanton Bagnols-sur-Cèze.

## Geografie
Das Dorf liegt direkt am rechten Unterlauf der Rhône im nordöstlichen Languedoc. Der Fluss bildet hier die Grenze zum Département Vaucluse und damit zur historischen Region Provence. Die Nachbargemeinden von Saint-Étienne-des-Sorts sind Vénéjan im Nordwesten, Mornas im Osten, Piolenc im Südosten und Chusclan im Süden.

## Bevölkerungsentwicklung
| Jahr                       | 1962 | 1968 | 1975 | 1982 | 1990 | 1999 | 2009 | 2017 |
| Einwohner                  | 353  | 536  | 444  | 432  | 413  | 486  | 506  | 557  |
| Quellen: Cassini und INSEE |      |      |      |      |      |      |      |      |

## Sehenswürdigkeiten
Die Pfarrkirche des Ortes, die den Namen Saint-Étienne trägt, wurde im Jahr 1297 erstmals erwähnt. Ursprünglich war sie romanischer Bauart, die heute nur noch teilweise erhalten ist. Nahe der Kirche befindet sich das 1692 entstandene Gemeindehaus (französisch Maison communale), worin zahlreiche Institutionen untergebracht waren und sind. Verwaltet wird die Gemeinde von der Mairie, die sich seit den 1960er-Jahren im alten Schulgebäude befindet. Beim Hameau de Jonquier handelt es sich um einen alten Bauernhof aus dem 14. Jahrhundert, der erhalten geblieben ist. 300 Meter nördlich des Dorfes befinden sich die Überreste der romanischen Kapelle Saint-Pierre.